# Донкербрук
Донкербрук (нід. Donkerbroek) — село в нідерландській провінції Фрисландія. Входить до муніципалітету Остстеллінгверф.
Його площа становить 22,31км², а населення станом на 2021 рік складало 1 895 осіб.
Перша згадка про населений пункт датується 1408 роком.

## Галерея

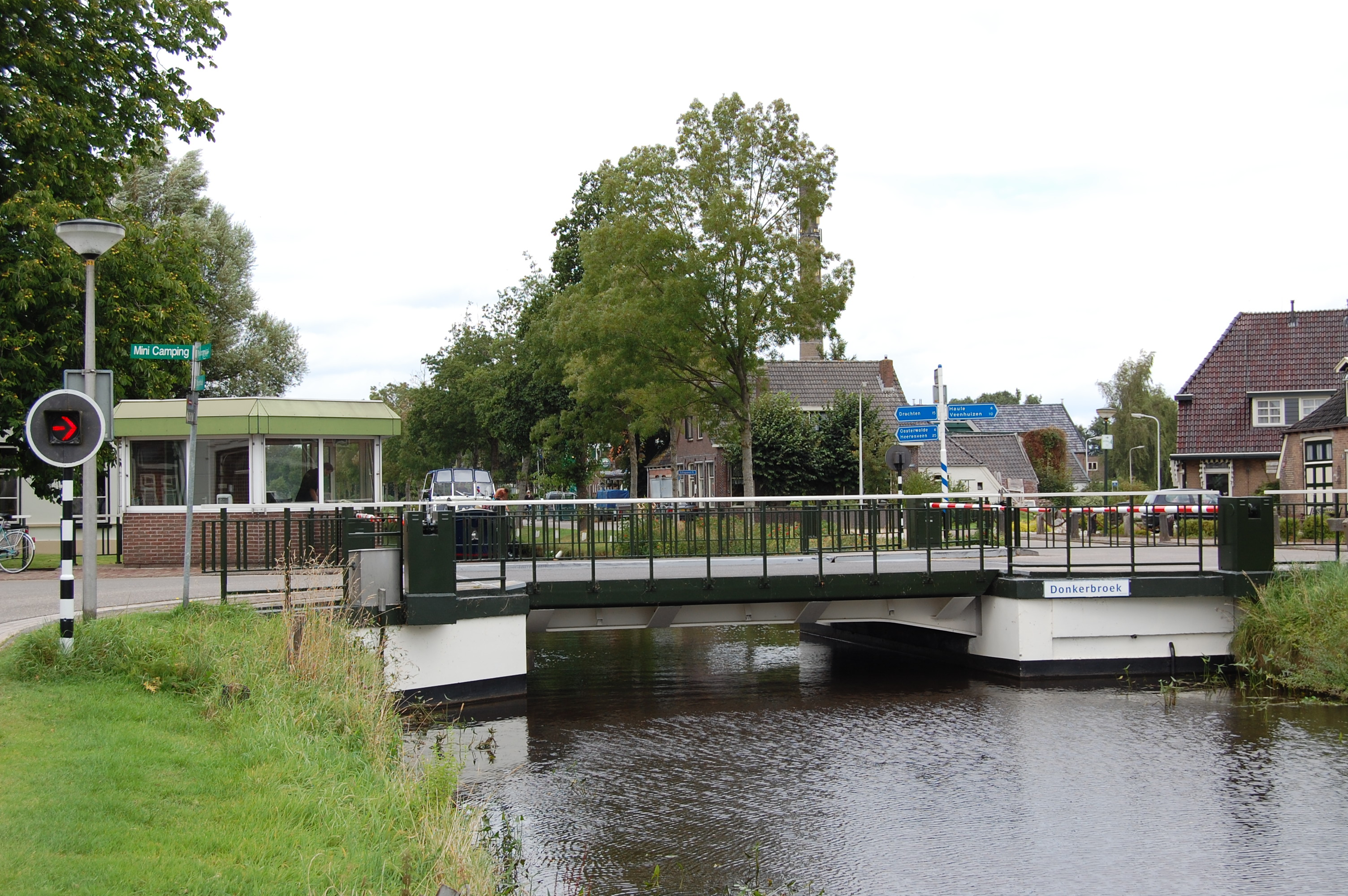
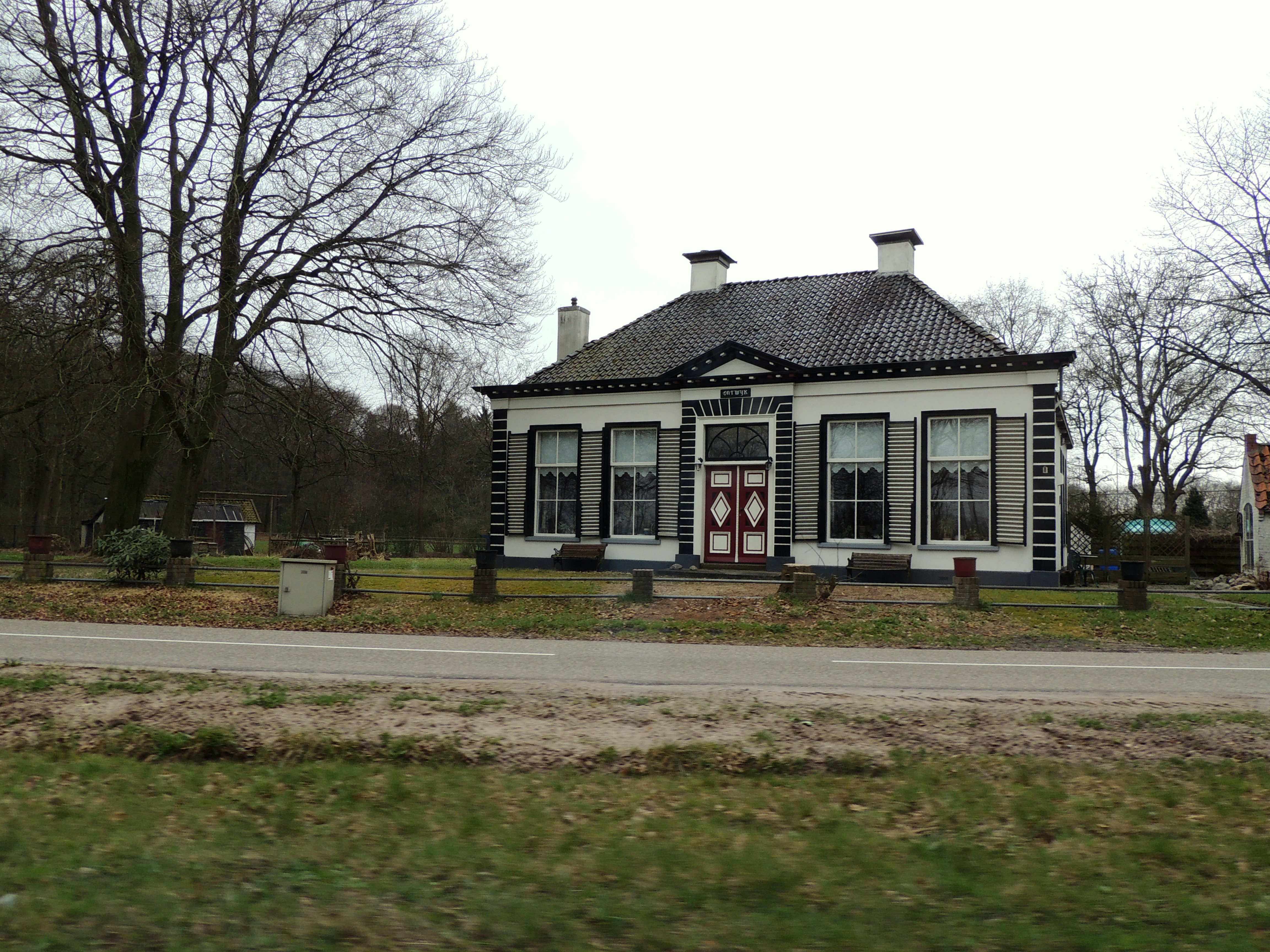
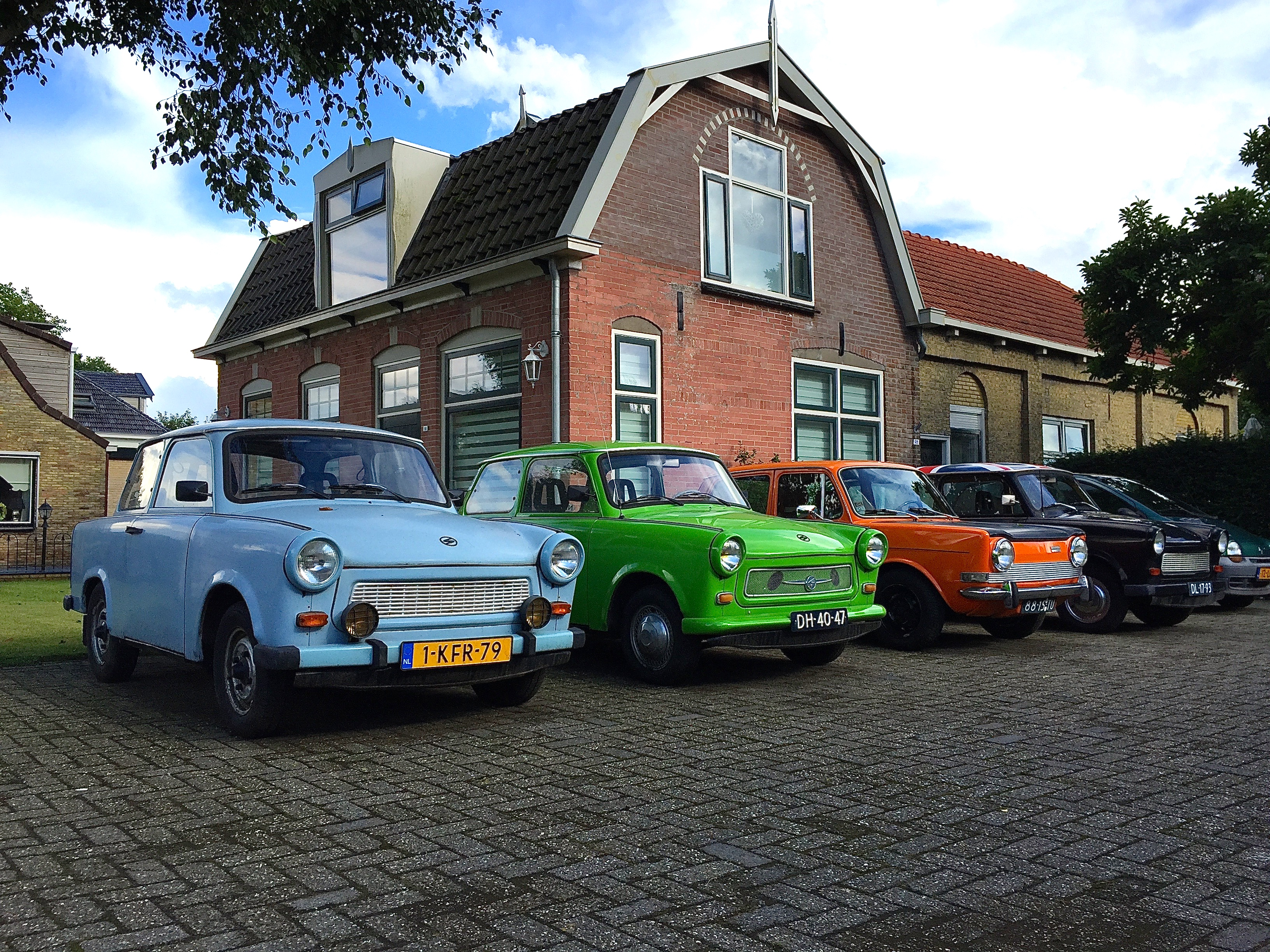
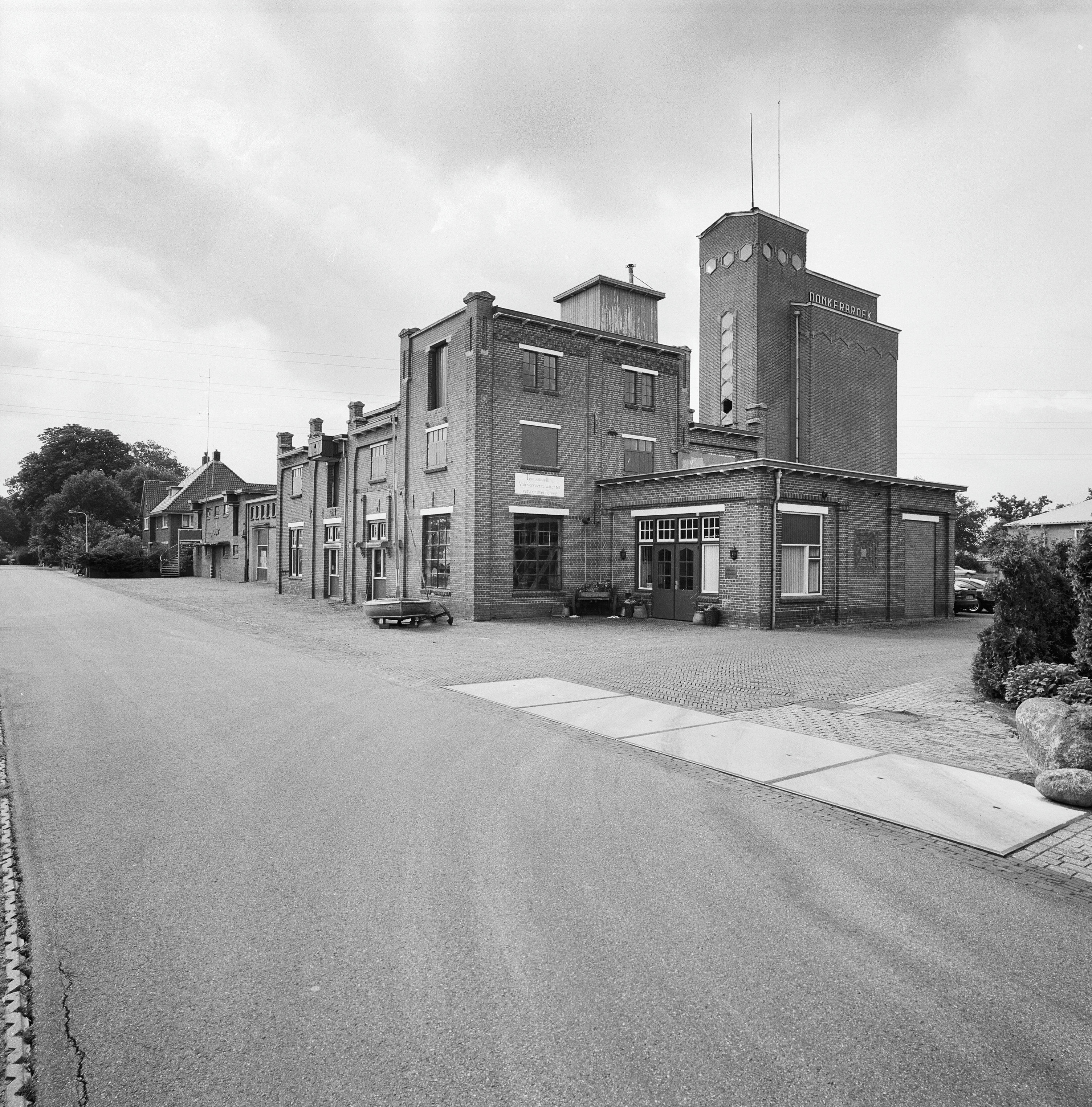